# Rainer K. G. Ott
Rainer K. G. Ott (* 1945 in Kassel; † 1995 in Berlin) war ein deutscher Journalist, Autor, Regisseur und Drehbuchautor.

## Filmografie
- 1971: Das Loch zur Welt (Regie)
- 1977: Vermutungen über Franz Bieberkopf (Regie, Fernsehfilm mit Götz George)
- 1982: 26. September 1951. Bertolt Brecht schreibt einen offenen Brief – und was sonst noch geschah (Regie, Drehbuch)
- 1986: Zeit der Illusionen (Regie)
- 1986: Mit dem Blick für das Sichtbare – Siegried Kracauer
- 1989: Der Prinzipal – Die Legende Gustaf Gründgens (Regie)
- 1989: Der Revolutionär – Erwin Piscator auf der Weltbühne (Drehbuch)
- 1989: Bordell Berlin, ein Walter-Serner-Abend (Inszenierung und Regie)
- 1990: Ein Volk stürzt seine Staatsmacht